# NGC 7622
NGC 7622 ist eine elliptische Galaxie vom Hubble-Typ E/SB0 im Sternbild Tukan am Südsternhimmel, die schätzungsweise 349 Millionen Lichtjahre von der Milchstraße entfernt ist.
Entdeckt wurde das Objekt am 1. November 1834 vom britischen Astronomen John Herschel.